# Aspidistra (émetteur)
Pour les articles homonymes, voir Aspidistra (homonymie).
Aspidistra était le nom d'un émetteur radio ayant servi à plusieurs opérations de propagande par les Britanniques pendant la Seconde Guerre mondiale. Le but recherché par ces opérations était de miner, directement ou indirectement, la crédibilité des dirigeants nazis en créant du fear, uncertainty and doubt dans la population allemande à l'écoute de ses émissions. Si les Allemands pouvaient être profondément démoralisés, cela pourrait miner suffisamment leur détermination à continuer le combat contre les Alliés. Nommé d'après un genre de plante, il s'agit de l'une des premières attaques de l'homme du milieu.

## Description
Aspidistra utilisait une antenne construite à partir de trois pylônes, chacun mesurant 110 mètres de haut et retenus par des câbles. La partie émettrice se trouvait dans un abri souterrain. Elle irradiait dans les moyennes fréquences avec une puissance de 500 kW depuis Ashdown Forest dans le Sussex. Elle a commencé à émettre le 8 novembre 1942.

## Opérations

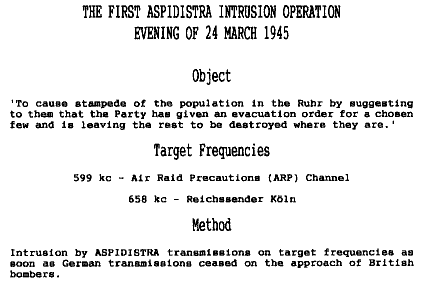
Ordre de mission pour la première « opération d'intrusion », l'une des premières attaques de l'homme du milieu.

Les émetteurs radio allemands cessaient d'émettre lors d'attaques aériennes alliées dans le but d'empêcher les bombardiers de s'en servir comme aide à la navigation aérienne. Cependant, plusieurs émetteurs, disséminés un peu partout sur le territoire contrôlé par les Allemands, étaient connectés au même réseau et émettaient le même contenu. Quand l'une des stations allemandes ciblées cessaient d'émettre, Aspidistra prenait le relais en émettant sur la fréquence de la station, commençant par retransmettre le contenu reçu de stations allemandes encore en activité. Par la suite, dans un but de tromperie, de la propagande en faveur des Alliés et de fausses affirmations étaient insérées dans la communication. La première « intrusion » de ce type fut réalisée le 25 mars 1945, tel que le montre l'ordre de mission à la droite.
Le 30 mars 1945, Aspidistra fit une intrusion sur les fréquences de Berlin et de Hambourg avertissant la population que les Alliés tentaient de provoquer la confusion en envoyant de faux messages téléphoniques depuis les villes occupées vers les villes inoccupées. Le 8 avril 1945, Aspidistra fit une intrusion sur les fréquences de Leipzig et de Hambourg pour avertir que de faux billets de banque étaient en circulation. Le 9 avril 1945, des annonces furent faites pour inciter la population d'évacuer vers l'une des sept zones libres de bombardements en Allemagne centrale et en Allemagne du sud. Toutes ces informations étaient fausses.
Le réseau radio allemand fit des annonces, telle que « L'ennemi transmet de fausses instructions sur nos fréquences. Ne soyez pas dupes. Ceci est une annonce officielle des autorités du Reich. ». Cependant, Aspidistra fit des annonces similaires pour provoquer la confusion et rendre inefficaces les messages officiels.

## Autres opérations
Aspidistra a aussi servi comme émetteur pour le compte de stations radio faisant de la propagande noire, telle Atlantiksender et Soldatensender Calais, sous la gouverne du Political Warfare Executive et de Sefton Delmer.
Aspidistra est resté en opération après la Seconde Guerre mondiale, utilisé par la BBC. Il a été démantelé le 28 septembre 1982. En 2008, la police du Sussex détient le site et les bunkers souterrains.

## Traductions de
1. ↑  (en) The enemy is broadcasting counterfeit instructions on our frequencies. Do not be misled by them. Here is an official announcement of the Reich authority.